# Ирис гладкий
И́рис гла́дкий (лат. Iris laevigata) — вид многолетних травянистых растений рода Ирис (Iris) семейства Ирисовые (Iridaceae).

## Ботаническое описание

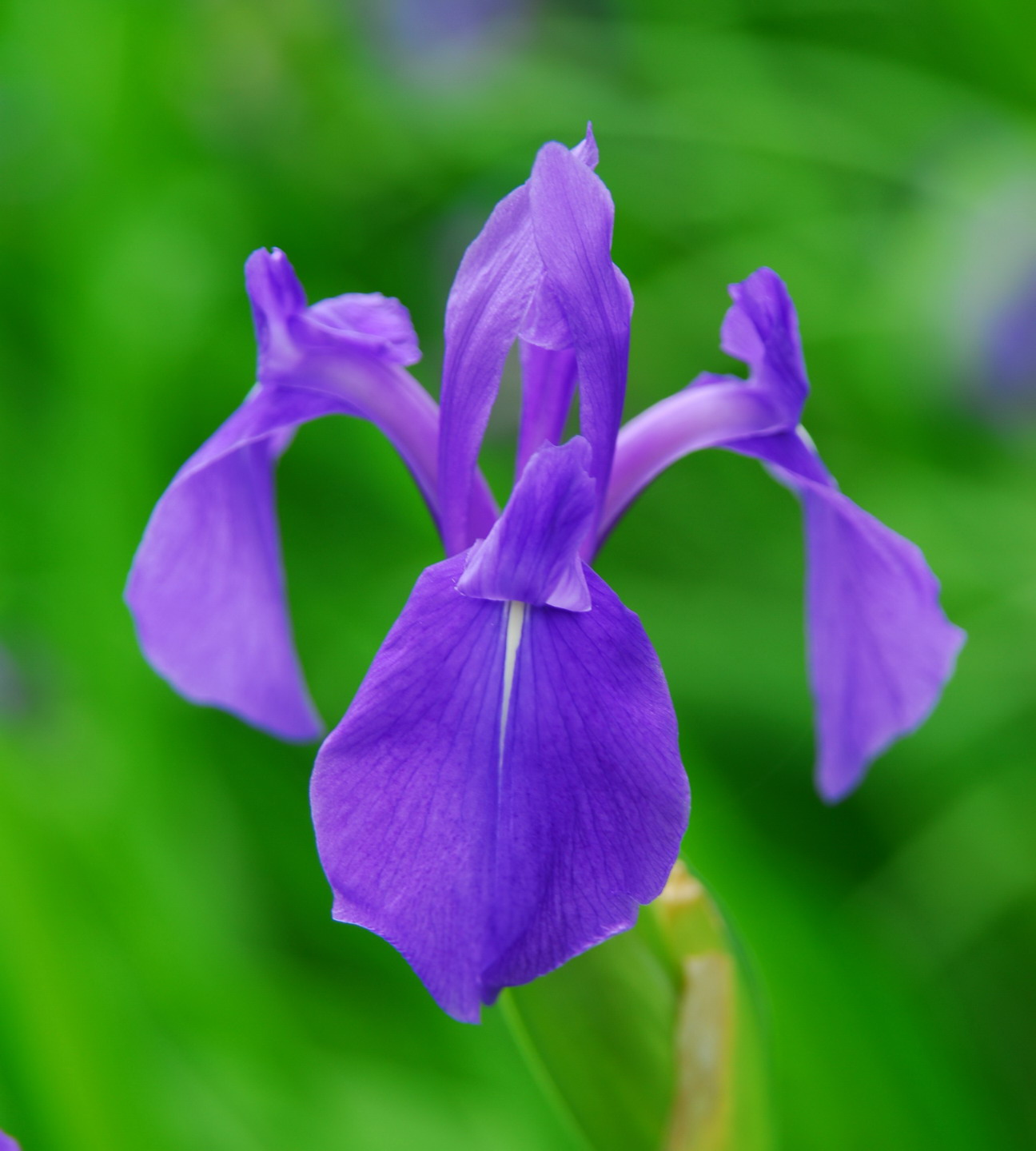
Цветок

Корневищное многолетнее растение. Корневища толстые, прямостоячие, ползучие. Листья мечевидной формы, 40—100 см длиной и 0,8—1,5 см шириной, без центральной жилки, окрашены в серо-зелёный цвет, в нижней части с красно-коричневыми волосками.
Цветки располагаются по 2—4 на прямостоячих стрелках, тёмно-синего или фиолетового цвета, 9—10 см в диаметре. Трубка околоцветника около 2 см длиной. Внешние доли околоцветника обратнояйцевидной или эллиптической формы. Внутренние доли обратно-ланцетой формы, 5—6,5×0,8—1,5 см. Тычинки с белыми пыльниками, около 3 см длиной. Завязи 20×5—7 мм. Цветёт с мая по июнь.
Плод — эллиптическая или цилиндрческая коробочка 6,5—7×2—2,5 см. Семена коричневого цвета, плоские, округлые, 6,5×5 мм. Плодоносит с июля по август.

## Распространение
Ирис гладкий произрастает на берегах прудов и ручьёв, в Сибири и на Дальнем Востоке, на высоте до 3200 м над уровнем моря.

## Таксономия
Вид Ирис гладкий входит в род Ирис (Iris) семейства Ирисовых (Iridaceae) порядка Спаржецветных (Asparagales).
|  |                                      |  |                                                             |                                                             |                    |  | ещё 24 семейства (согласно Системе APG II), в том числе Маковые | ещё 24 семейства (согласно Системе APG II), в том числе Маковые |                       |  |  |  | ещё около 180 видов |
|  |                                      |  |                                                             |                                                             |                    |  | ещё 24 семейства (согласно Системе APG II), в том числе Маковые | ещё 24 семейства (согласно Системе APG II), в том числе Маковые |                       |  |  |  | ещё около 180 видов |
|  |                                      |  |                                                             | порядок Спаржецветные                                       |                    |  |                                                                 |                                                                 | род Ирис, или Касатик |  |  |  |                     |
|  |                                      |  |                                                             | порядок Спаржецветные                                       |                    |  |                                                                 |                                                                 | род Ирис, или Касатик |  |  |  |                     |
|  | отдел Цветковые, или Покрытосеменные |  |                                                             |                                                             | семейство Ирисовые |  |                                                                 |                                                                 | вид Ирис гладкий      |  |  |  |                     |
|  | отдел Цветковые, или Покрытосеменные |  |                                                             |                                                             | семейство Ирисовые |  |                                                                 |                                                                 |                       |  |  |  |                     |
|  |                                      |  | ещё 44 порядка цветковых растений (согласно Системе APG II) | ещё 44 порядка цветковых растений (согласно Системе APG II) |                    |  |                                                                 | ещё около 75 родов                                              | ещё около 75 родов    |  |  |  |                     |
|  |                                      |  |                                                             | ещё 44 порядка цветковых растений (согласно Системе APG II) |                    |  |                                                                 |                                                                 | ещё около 75 родов    |  |  |  |                     |

### Синонимы
- Iris albopurpurea Baker, 1896
- Iris phragmitetorum Hand.-Mazz., 1925
- Limniris laevigata (Fisch.) Rodion., 2007, nom. inval.